# Neresheim
Neresheim – miasto w Niemczech, w kraju związkowym Badenia-Wirtembergia, w rejencji Stuttgart, w regionie Ostwürttemberg, w powiecie Ostalb. Leży w Jurze Szwabskiej, nad rzeką Egau, ok. 20 km na południowy wschód od Aalen, przy drodze krajowej B466.